# Kampung Dalam (Hamparan Rawang)
Kampung Dalam is een bestuurslaag in het regentschap Sungai Penuh van de provincie Jambi, Indonesië. Kampung Dalam telt 897 inwoners (volkstelling 2010).